# Süditalienisch

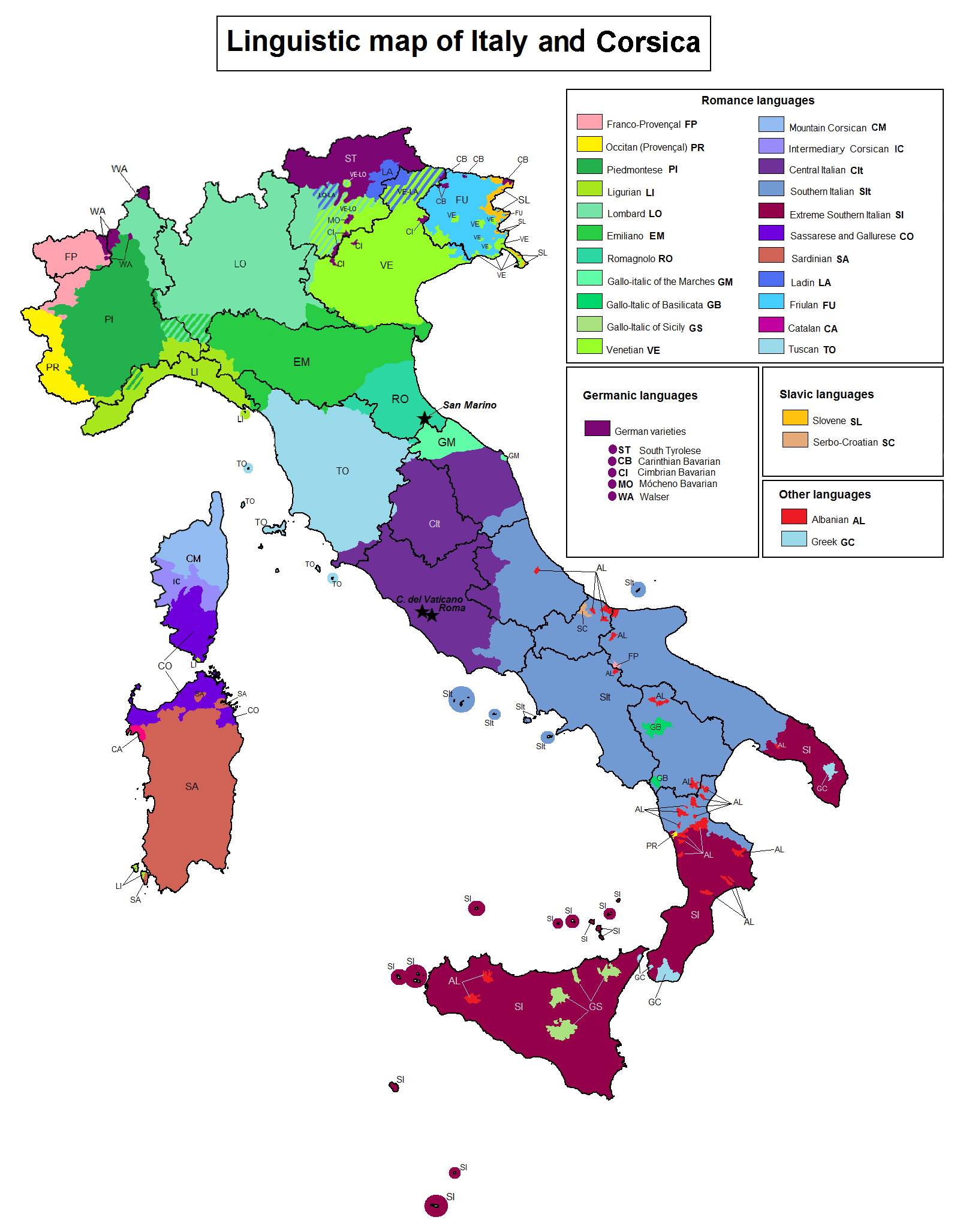
Karte der Sprachen und Dialekte Italiens. Hell- und dunkelviolett die süditalienischen Dialekte.

Die süditalienischen Dialekte (italien. italiano meridionale) sind eine Gruppe von romanischen Dialekten, die im südlichen Teil der Apenninhalbinsel und auf Sizilien gesprochen werden. 

## Abgrenzung
Die süditalienischen Dialekte werden im Norden durch das Isoglossenbündel Rom-Ancona von den mittelitalienischen Dialekten Latiums, Umbriens und der Marken getrennt, mit denen sie jedoch häufig zum Mittel- und Süditalienischen (italien. italiano centro-meridionale) zusammengefasst werden. Das Mittel- und Süditalienische als Ganzes wird seinerseits vom Toskanischen und den norditalienischen Dialekten, die aus dem Galloitalischen und dem Venezischen bestehen, unterschieden.
Innerhalb der süditalienischen Dialekte werden oft diejenigen des äußersten Südens (italiano meridionale estremo) von den übrigen unterschieden.
Zu den süditalienischen Dialekten zählen unter anderem Sizilianisch, Kalabrisch und Kampanisch, zu dem auch das Neapolitanische gehört.
Wie alle anderen romanischen Sprachen sind auch die süditalienischen Regionalsprachen aus dem gesprochenen Vulgärlatein entstanden. Zusammen mit dem Mittelitalienischen und Toskanischen sowie den romanischen Sprachen der Balkanhalbinsel werden sie zur Gruppe der ostromanischen Sprachen gezählt.

## Charakteristika
Unabhängig von den unterschiedlichen Regionaldialekten Süditaliens lassen sich folgende gemeinsame charakteristische Merkmale festhalten:

### Phonetik
- Silbenstruktur: Konsonant-Vokal-Konsonant-Vokal

Diese Silbenstruktur wird streng eingehalten, sollten zwei Konsonanten aufeinandertreffen, gibt es den Einschub eines Vokals (Anaptyxe, siehe nächster Punkt).
- Anaptyxe

Einschub eines unetymologischen Lautes zur Erhaltung der Silbenstruktur CVCVCV, cf. standarditalienisch tecnico aber südital. tecënico.
- Metaphonie

Metaphonie ist eine regressive Fernassimilation, bei der zwei Laute einander angeglichen werden. Metaphonie gibt es in allen italienischen Dialekten außer dem Toskanischen. Auch das Deutsche kennt Metaphonie, es wird oft auch als Umlaut bezeichnet (dtsch. Vater/ Väter, ich fahre/ du fährst). In Süditalien bewirken finales -i und -u den Metaphonieprozess:
- gehen ursprünglichem lat. -Ī, -Ŭ /ɛ/ oder /ɔ/ voraus, so wird daraus ein Diphthong: /iɛ/ bzw. /wɔ/, Bsp.: vlat. PORCŬ, PORCĪ "Schwein"/ "Schweine" > *pɔrcu/ pɔrci > südit. puorchë/ puorchë
- gehen ursprünglichem lat. -Ī, -Ŭ /e/ oder /o/ voraus, so entsteht durch die Metaphonie /i/ bzw. /o/, Bsp.: NERU "schwarz" > *neru > südit. nirë
Weil im Süditalienischen (außer im Sizilianischen und im Südkalabrischen sowie im Dialekt von Salento) alle unbetonten Auslautvokale zu -ë [ə] (sog. Schwalaut) werden, sind maskuline und feminine Adjektivformen nur mehr durch die Metaphonie zu unterscheiden: BONU > buonë (Metaphonie durch auslautendes -u), aber BONA > bonë (hier keine Metaphonie, weil auslautendes -a im Lateinischen)
- Geminierung

Intervokalische Okklusiva werden gedoppelt: südital. doppo "danach" statt standardital. dopo
- Assimilation: mb > mm, nd > nn

Vulgärlat. MUNDU, PALUMBA "Welt", "Taube" > standardital. mondo, palomba aber südital. monno, palomma. Geht gemäß der traditionellen Ansicht auf oskisches Substrat zurück. Dieses Phänomen gibt es nur bedingt (bzw. gar nicht) in Sizilien und Südkalabrien.
- Rhotazismus: l > r bzw. d > r

Der Wandel von l > r findet sich außer im Süditalienischen auch im Sardischen und Rumänischen (z. B. lat. SALE > rumän. sare "Salz").
Römisch sordato für standardital. soldato, von Neapel aus geht das Phänomen des Wandels d > r, cf. lat. PEDE "Fuß" > neapolitanisch perë. 
- Velarisierung von lat. -LL-

In vielen südlicheren Dialekten entsteht ein retroflexer Laut, bei dem die Zunge zurückgerollt wird: vlat. BELLU > siz. beddu [bɛɖɖu]. Dieses Phänomen findet sich auch im Sardischen.
- Betazismus

b > v und v > b

### Morphosyntax
- Verkürzter Infinitiv: südital. avé für standardital. avere "haben" (Ausnahme: Sizilianisch)
- Enklitisches bzw. postnominales Possessivpronomen: südital. fieta für ital. tua figlia "deine Tochter". Dieses Phänomen findet sich auch im Dalmatischen und Rumänischen.
- Synthetisches Perfekt als Erzählform: das passato remoto wird statt des passato prossimo verwendet, das passato prossimo existiert nicht (mehr).
- Definiter Artikel ist lu oder o: aus ILLU > südital. lu
- Konjunktionale Redundanz: wie in den meisten romanischen Populärsprachen werden alle Nebensätze mit der Konjunktion che/ ca markiert.
- Beibehaltung der Endung der lateinischen 1. Ps. Pl. Präsens (abhängig von den Konjugationsklassen): südital. -amo, -emo, -imo für standardital. einheitliches -iamo.
- Präpositionaler Akkusativ: Markierung des direkten belebten Objektes mit der Präposition a (wie im Spanischen und Sardischen): sizilianisch vittu a Maria "ich sah Maria" (vgl. aber ital. vide Maria).

## Bibliographie/ Quellen
- Corrado Grassi [et al.]: Introduzione alla dialettologia italiana. Rom: Laterza, 2003.
- Giacomo Devoto/ Gabriella Giacomelli: I dialetti delle regioni d'Italia. Mailand: Bompiani, 3. Auflage, 2002.
- Carla Marcato: Dialetto, dialetti e italiano. Bologna: il Mulino, 2002.
- P. E. Guarnerio: Fonologia romanza. Mailand: Hoepli, 2. Aufl., 1978.